# 朝鲜民主主义人民共和国政府
朝鲜民主主义人民共和国政府以內閣為行政機關。根据《朝鮮民主主義人民共和國社會主義憲法》的规定，朝鲜民主主义人民共和国政府是国家最高权力的行政执行机关，是总括性的国家管理机关。内阁由总理、副总理、相、委员会委员长和其他成员组成。内阁对国家最高权力机关最高人民会议及其常任委员会负责。朝鲜各级政府机关均接受朝鲜劳动党领导。

## 内閣组成
- 內閣總理辦公室
- 內閣副總理辦公室
- 财政省
- 對外經濟省
- 外务省
- 国家教育委员会
  - 普通教育省
  - 高等教育省
- 保健省
- 递信省
- 陆海运省
- 铁道省
- 商业省
- 勞動省
- 文化省
- 城市管理省
- 金属工业省
- 電子工業省
- 建設建材工業省
- 煤炭工业省
- 电子工业省
- 開採工業省
- 化学工业省
- 原油工业省
- 轻工业省
- 地方工業省
- 日用品工業省
- 原子能工業省
- 农业省
- 林业省
- 水产省
- 造船工業省
- 国土环境保护省
- 国家建设监督省
- 粮食省
- 國家检阅省
- 體育省（原称国家体育指导委员会）
- 国家计划委员会
- 国家科技委员会
- 中央統計局
- 中央銀行
- 國家科學院
- 社会科学院
- 內閣秘書长
  - 內閣事务局局長辦公室
  - 內閣政治局局長辦公室
  - 內閣政治局副局長辦公室
- 国家合营投资委员会

### 國務委員會直屬機構
- 国防省（相当于国防部，现隶属于国务委员会，前称人民武力省，2020年11月改稱国防省）
- 社会安全省（相当于公安部，现隶属于国务委员会，前称人民保安部，2020年6月改称社会安全省）
- 国家保卫省（相当于国安部，现隶属于国务委员会，前称国家安全保卫部，2016年改称国家保卫省）
- 山林政策监督局

### 金德訓內閣（2020年－）
- 內閣總理﹕金德訓
- 副總理兼國家計畫委員長﹕金日哲
- 副總理﹕任哲雄、李周午、李龍男、全光虎、董正浩、楊勝虎
- 副總理兼農業相﹕高人虎
- 外務相﹕李善權
- 電力工業相﹕金萬帥
- 煤炭工業相﹕全學哲
- 金屬工業相﹕金忠傑
- 化學工業相﹕張吉龍
- 鐵道相﹕張革
- 陸海運相﹕姜宗官
- 開採工業相﹕廉哲洙
- 國家資源開發相﹕金哲秀
- 石油工業相﹕高吉先
- 林業相﹕韓龍國
- 機械工業相﹕金正南
- 造船工業相﹕康鐵苟
- 原子能工業相﹕王昌旭
- 電子工業相﹕金才成
- 遞信相﹕金光哲
- 建設建材工業相﹕朴勳
- 國家建設監督相﹕權成虎
- 輕工業相﹕李成鹤
- 地方工業相﹕趙永哲
- 日用品工業相﹕李鋼鮮
- 水產相﹕宋春燮
- 財政相﹕奇光豪
- 勞動相﹕尹康浩
- 對外經濟相﹕金英才
- 國家科學技術委員長﹕李忠吉
- 國家科學院院長﹕金勝
- 國土環境保護相兼國務委員會山林政策監督局長﹕金京准
- 城市管理相﹕姜永壽
- 收購糧政相﹕文應朝
- 商業相﹕金京男
- 教育委員會委員長﹕金承鬥
- 金日成綜合大學校長、黨指導委員會委員長兼高等教育相﹕崔相建
- 保健相﹕吳春福
- 文化相﹕全明植
- 體育相﹕金日國
- 中央銀行總裁﹕金千均
- 中央統計局局長﹕崔勝浩
- 內閣事務長﹕孫英訓